# Морэ, Александр
Александр Морэ (фр. Alexandre Moret; 19 сентября 1868, Экс-ле-Бен — 2 февраля 1938, Париж) — французский египтолог. Член Академии надписей и изящной словесности (1927).
Учился у Гастона Масперо. В 1906—1923 годах куратор Музея Гиме в Париже.
С 1918 года директор штудий египетской религии в Практической школе высших исследований.
С 1923 года профессор египтологии Коллеж де Франс.
В 1926 году в Оксфорде удостоился читать лекцию имени Фрэзера.
Увлекался социологией Эмиля Дюркгейма.
Написал первую часть (в двух томах), посвящённую истории Древнего Востока, «Всеобщей истории» под редакцией Густава Глотца.

## Публикации на русском языке
- Морэ А. Во времена фараонов. — М.: Алетейа, 1998. — 236 с.: ил. — (Vita Memoriae). — ISBN 5-89321-017-4.
  - Морэ А. Во времена фараонов. 2-е изд. — М.: Алетейа, 2001. — 240 с. — (Vita Memoriae). — ISBN 5-89321-077-8.
- Морэ А. Цари и боги Египта. — М.: Алетейа, 1998. — 240 с. ил. — (Vita Memoriae). — ISBN 5-89321-018-2.
- Морэ А. Нил и Египетская цивилизация / Пер. Т. Е. Любовской. — М.: ЗАО «Центрполиграф», 2007. — 480 с. — (Загадки Древнего Египта). — 5000 экз. — ISBN 978-5-9524-3047-1.
- Морэ А. Египетские мистерии / Пер. С. В. Архиповой. — М.: Новый Акрополь, 2009. — 192 с.: ил. — (Традиция, религия, культура). — ISBN 978-5-901650-51-6.